# Конакрі (аеропорт)
Міжнародний аеропорт Ахмеда Секу Туре (IATA: CKY, ICAO: GUCY), також відомий як міжнародний аеропорт Гбессіа, розташований у місті Конакрі, столиці Республіки Гвінея в Західній Африці. Він розділений на міжнародний термінал і термінал внутрішніх повідомлень. Аеропорт обслуговує західноафриканських авіаперевізників, таких як Air Ivoire, Benin Golf Air і Slok Airlines, а також кілька північноафриканських та європейських авіаліній: Brussels Airlines, Air France і Royal Air Maroc та інших.
Після реконструкції радянськими інженерами та будівельниками в 1961 році здатний приймати важкі літаки.
Як повідомлялося, в 1975 році більшість літаків військово-повітряних сил Гвінеї, в основному, базувалися в аеропорту Конакрі-Гбессіа.
Всі іноземці повинні мати при собі діючу візу Гвінеї і картку вакцинації. Службовці аеропорту можуть зняти з вашого багажу бирку мандрівника, яким він був забезпечений до початку подорожі. В аеропорту дуже мало людей говорить по-англійськи. Місцеві жителі неофіційно підпрацьовують носильниками, беручи близько 5000 GNF за місце багажу.
Парковка біля аеропорту користується великою популярністю у студентів, які готуються до іспитів, так як це одне з кількох громадських місць в країні, освітлюються електричними ліхтарями.

## Перевізники і пункти призначення
| Авіакомпанія       | Пункт призначення              |
| ------------------ | ------------------------------ |
| Air France         | Париж-Шарль де Голль           |
| Air Ivoire         | Абіджан, Лібревіль             |
| Air Mali           | Бамако                         |
| Benin Golf Air     | Абиджан, Бамако, Котону, Дакар |
| Brussels Airlines  | Брюссель                       |
| Elysian Airlines   | Банжул, Фрітаун, Монровія      |
| Ethiopian Airlines | Аккра, Аддіс-Абеба, Монровія   |
| Royal Air Maroc    | Касабланка                     |

## Події
1 липня 1983 року Іл-62М, що належить компанії CAAK (попередниці Air Koryo), що летів чартерним пасажирським рейсом з Пхеньяну в Конакрі, розбився в горах Fouta Djall Mountains. Всі 23 людини, які перебували на борту, загинули.